# Teräsbetoni
Teräsbetoni är ett finskt heavy metal-band som sjunger på finska. Bandet grundades år 2002 i Tammerfors. Alla medlemmar är hemmahörande från Birkaland. Teräsbetoni betyder "armerad betong".
Till skillnad från större delen av den finländska (och europeiska) hårdrockscenen, som domineras av power och extrem metal, spelar Teräsbetoni mera klassisk heavy metal. De har speciellt uppmärksammats för sina texter som glorifierar "metallens brödraskap" och heroiska, forna krigare. I detta avseende har inspirationen i huvudsak hämtats från Manowar. Det finns dock en rätt stor dos humor i lyriken, vilket hindrar den från att bli alltför banal.
Teräsbetonis Missä miehet ratsastaa ("Där männen rider") är Finlands bidrag till Eurovision Song Contest 2008, låten spelades den 20 maj i semifinalen och kvalade vidare till finalen som var 24 maj, där de kom 22:a av 25 bidrag.

## Medlemmar
- J. Ahola (Jarkko Kalevi Ahola) – sång, basgitarr
- A. Järvinen (Arto Järvinen) – gitarr
- V. Rantanen (Viljo Rantanen) – gitarr
- J. Kuokkanen (Jari Kuokkanen) – trummor

## Diskografi
Studioalbum
- 2005 – Metallitotuus ("Metallsanningen")
- 2006 – Vaadimme Metallia ("Vi kräver metall")
- 2008 – Myrskyntuoja ("Stormbringer")
- 2010 – Maailma tarvitsee sankareita ("Världen behöver hjältar")

Singlar
- 2005 – "Metallisydän"
- 2005 – "Taivas lyö tulta"
- 2005 – "Orjatar"
- 2005 – "Vahva kuin metalli"
- 2006 – "Älä mene metsään"
- 2006 – "Viimeinen tuoppi"
- 2008 – "Missä miehet ratsastaa"
- 2008 – "Paha sanoo"
- 2010 – "Maailma tarvitsee sankareita"
- 2010 – "Uudestisyntynyt"
- 2010 – "Metalliolut"

Samlingsalbum
- 2012 – Tähtisarja - 30 suosikkia